# Крыжопольский, Альберт Мошкович
Альберт Мошкович Крыжопольский (22 апреля 1942, Воткинск, Удмуртская АССР — 2011) — архитектор, дизайнер, один из создателей Музея медицины и Музея М. Булгакова (на Андреевском спуске в Киеве). Лауреат Государственной премии УССР в области науки и техники (1983).

## Биография
Родился 22 апреля 1942 года в городе Воткинск в еврейской семье.
Работал художником на Киевском комбинате монументально-декоративного искусства т.п.о. «Художник».
13 декабря 1983 года был удостоен Государственной премии УССР в области науки и техники «За создание Музея медицины Украинской ССР, обновление Музея-усадьбы Н. И. Пирогова, использование их для широкой пропаганды достижений отечественной медицинской науки и практики здравоохранения».
С начала 2000-х годов живёт в Германии, в Бонне. Разработал проект музея Холокоста в Бабьем Яру.